# Plasa Pitești, județul Argeș
Plasa Pitești (între 1925 și 1950) a fost o unitate administrativă sub-divizionară de ordin doi în cadrul județului Argeș (interbelic). Reședință de plasă era reședința județului, orașul (actualul municipiu) Pitești. Plasa avea 151 de sate. 

## Descriere
Plasa Pitești a funcționat între anii 1925 și 1950. Prin Legea nr. 5 din 6 septembrie 1950 au fost desființate județele și plășile din țară, pentru a fi înlocuite cu regiuni și raioane, unități administrative organizate după model sovietic.